# Alberto Angelini
Pour les articles homonymes, voir Angelini.
Alberto Angelini (né le 28 septembre 1974 à Savone) est un joueur et un entraîneur de water-polo italien.
Il entraîne la Rari Nantes Savone.
Il a remporté la médaille de bronze lors des Jeux olympiques de 1996 à Atlanta.